# Le Bourgeois de Calais
Cet article possède un paronyme, voir Les Bourgeois de Calais (homonymie).
Personnages
(création, 1887)
- Le duc de Guise
- Lord Trefford
- André
- Maître Aubriet
- Chevalier de Champagnolles
- Kerkadec
- Mitonnet
- Un sergent
- D’Andelot
- La comtesse de Civrac
- Marthe
- René
- Personnages secondaires (serviteurs, soldats, villageois...)

Le Bourgeois de Calais est un opéra comique en trois actes, du compositeur André Messager sur un livret de Ernest Dubreuil et Paul Burani, écrit et créé en 1887.
Sa première eut lieu au Théâtre des Folies-Dramatiques le 6 avril 1887.

## Synopsis
L'action se déroule en janvier 1558.
Henri II rappelle le duc de Guise d'Italie et le nomme lieutenant général du royaume. Le roi et toute la France voient en de Guise leur protecteur - et il doit être à la hauteur de cet espoir. Le 1er janvier 1558, l'armée française atteint Calais (alors occupée par les anglais). La garnison anglaise est faible. Deux forts gardent les abords de la ville, l'un par mer, l'autre par terre ; ils sont pris en même temps le 3 janvier après quelques coups de canon. La forteresse maritime, Risbanc, commande le port et toutes les communications entre Calais et l'Angleterre. Le 6 janvier, le duc de Guise et ses hommes traversent le port à marée basse et assiègent le château, Guise y laissant ses meilleurs hommes. Lorsque la marée monte, brisant les lignes entre le château et l'armée française, les Anglais tentent de reprendre le fort mais sont repoussés. Le gouverneur de Calais capitule le lendemain. Les citoyens anglais sont autorisés à partir sans leurs possessions. La ville redevient française après 210 ans d'occupation anglaise.
En se déguisant dans les vêtements du marin André (fiancé de Marthe, fille d'Aubriet, échevin de Calais), de Guise peut entrer sur la place et faire entrer ses troupes sous le nez du gouverneur anglais Lord Tréfort (ou Trefford). Dans une intrigue secondaire, la comtesse croit - après une prophétie de Nostradamus - qu'elle pourrait devenir la duchesse de Guise, tandis qu'André pense avoir été dupé par le duc.

## Écriture
- Musique : André Messager ;
- Orchestration :
- Arrangement :
- Livret : Ernest Dubreuil et Paul Burani ;
- Chorégraphie :
- Décors et costumes :
- Direction (première) : D. Thibault
- Édition originale: Enoch Frères & Costallat

Dans cette partition de Messager, l'on relèvera particulièrement les airs phares suivants: le quatuor vocal Vous avez dans mon âme, la finale « militaire » du premier acte, l'introduction du second, la scène du serment d'allégeance, les couplets C'est une merveilleuse idée, la romance du troisième acte Je vais errant a l'aventure ainsi que la chanson comique L'Anglais, premier peuple du monde.